# Krasnoturansk
Krasnoturansk (in russo Краснотуранск?) è un villaggio della Russia asiatica, situato nel Territorio di Krasnojarsk. È il centro amministrativo del distretto Krasnoturanskij.
Si trova sulla riva destra del bacino idrico di Krasnoyarsk, 97 km a nord della stazione ferroviaria di Minusinsk.